# San Antonio Corrales, Guanajuato
San Antonio Corrales är en ort i Mexiko.   Den ligger i kommunen Jerécuaro och delstaten Guanajuato, i den centrala delen av landet, 170 km nordväst om huvudstaden Mexico City. San Antonio Corrales ligger 2 119 meter över havet och antalet invånare är 294.
Terrängen runt San Antonio Corrales är platt åt nordväst, men åt sydost är den kuperad. Runt San Antonio Corrales är det ganska tätbefolkat, med 78 invånare per kvadratkilometer. Närmaste större samhälle är El Pueblito, 17,4 km norr om San Antonio Corrales. Omgivningarna runt San Antonio Corrales är en mosaik av jordbruksmark och naturlig växtlighet.